# Minor Threat

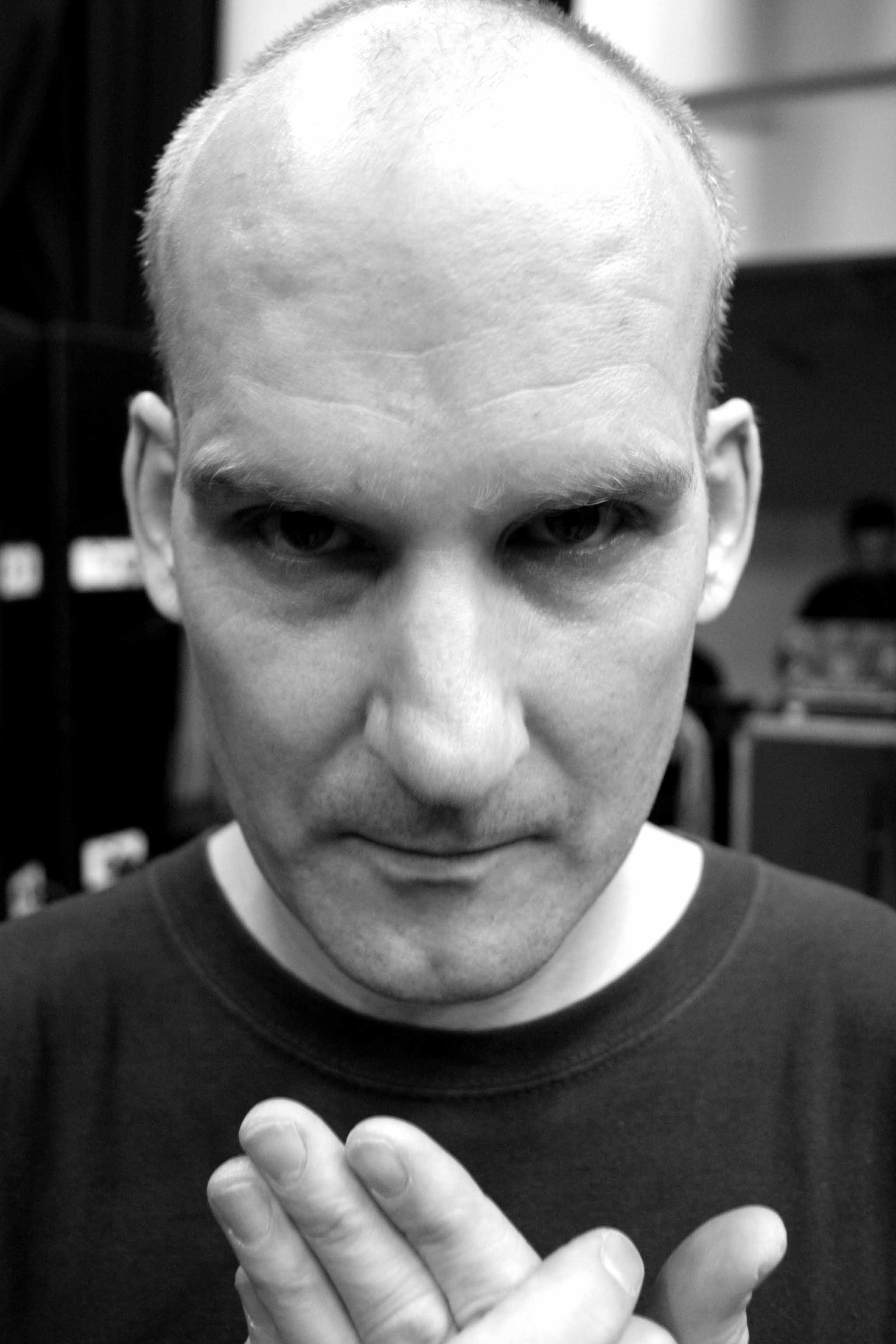
Sänger Ian MacKaye

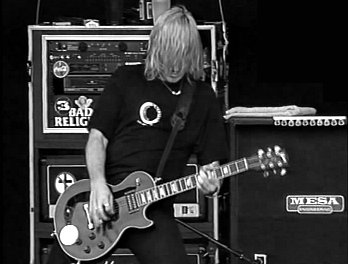
Gitarrist Brian Baker

Minor Threat war eine 1980 gegründete Hardcore-Punk-Band aus Washington, D.C. (USA). Die Gruppe um Sänger Ian MacKaye gilt als äußerst einflussreich, unter anderem bezieht sich die Straight-Edge-Kultur auf die Band.

## Geschichte

### Ursprünge
Die Ursprünge von Minor Threat führen zurück in die 1970er Jahre, und zwar auf die Woodrow Wilson High School in Washington D.C., wo sich der damals heranwachsende Ian MacKaye durch die Musik von den Sex Pistols und The Clash für Punkrock zu interessieren begann. Eine lokale Inspiration waren die afroamerikanischen Bad Brains mit ihrem Hochgeschwindigkeits-Hardcore-Punk und ihren furiosen Liveauftritten.
Zusammen mit Schulfreund Jeff Nelson wurden dann in der Band The Slinkees die ersten musikalischen Gehversuche gewagt, bei der MacKaye als Bassist und Nelson als Schlagzeuger spielten. Anschließend wurden die Teen Idles ins Leben gerufen, die zusammen mit der Band von MacKayes Bruder, The Untouchables, und S.O.A, der ersten Band von Henry Rollins, damals noch Henry Garfield, ihre ersten Auftritte hatte.
Da nach der Auflösung dieser Formation noch etwas Geld zur Verfügung stand, gründeten MacKaye und Nelson das Plattenlabel Dischord Records und veröffentlichten die Minor Disturbance EP, welche das Schaffen der Band festhielt – später sollte dieses Label fast die gesamte D.C.-Szene dokumentieren.

### Minor Threat
Mit MacKaye am Mikro und Nelson hinter dem Schlagzeug wurde als Nächstes zusammen mit dem ehemaligen Government-Issue-Bassisten Brian Baker und dem Gitarristen Lyle Preslar im Jahr 1980 die Band Minor Threat gegründet, in der sie lyrisch Drogen konsequent ablehnten und somit ihr eigenes Selbstbewusstsein entwickelten, das sie mit einem Soundtrack aus kurzen, meist schnellen, eingängig und zornig gespielten Melodien untermalten.
1981 erschienen dann gleich zwei EPs von Minor Threat auf Dischord. Zuerst erschien die selbstbetitelte Minor Threat EP, auf der sie mit dem Stück Straight Edge ungewollt eine gleichnamige Bewegung ins Leben riefen, deren Lebensart eine gruppenintensive sowie saubere Ideologie darstellen sollte. Kurze Zeit später erschien nach einer Ostküstentour die Vier-Track-EP In My Eyes.
Im nächsten Jahr ging Preslar aufs College, Minor Threat pausierten für eine Weile, doch schon nach einem guten halben Jahr kam er wieder zurück und übernahm nach einiger Zeit die Gitarrenarbeit. Als neuer Bassist kam Steve Hansgen. In dieser Besetzung wurde dann 1983 die als Hardcore-Klassiker anerkannte LP Out of Step produziert und auf Dischord Records veröffentlicht, wodurch der Bekanntheitsgrad der Band weiter gesteigert wurde.
Gegen Mitte des Jahres verließ Baker Minor Threat und ging anschließend zu Dag Nasty, und die Band löste sich auf.

### Nach Minor Threat
MacKaye und Nelson führten weiterhin das Dischord-Label und spielten kurzzeitig bei der Band Egg Hunt und danach bei Embrace. Anschließend gründeten sie Fugazi – zwar wurde die Ästhetik von Minor Threat beibehalten, musikalisch fiel es dann allerdings etwas ruhiger und strukturierter im Aufbau aus und prägte etliche andere Bands.
Der bis heute beliebte kratzige Gitarrensound aus Washington DC hat zudem viele frühe Emo-Hardcore-Bands beeinflusst und gilt gerade im Gegensatz zum metallischen Sound der New-Yorker-Hardcore-Schule mit Bands wie Sick of It All als Rückführung zu den Wurzeln des Punk.

## Stil
Das Ox-Fanzine urteilte über die Anfangsjahre der Band, sie habe eine damals einzigartige Lebenseinstellung sowie eine „unverwechselbare Energie“ transportiert.
Die Liedtexte von Ian MacKaye bewegten sich laut Ox-Fanzine zwischen „Politik, Szenekritik und Individualismus“, verzichteten auf Floskeln und beinhalteten ein hohes Maß an Aggressivität.

## Bedeutung

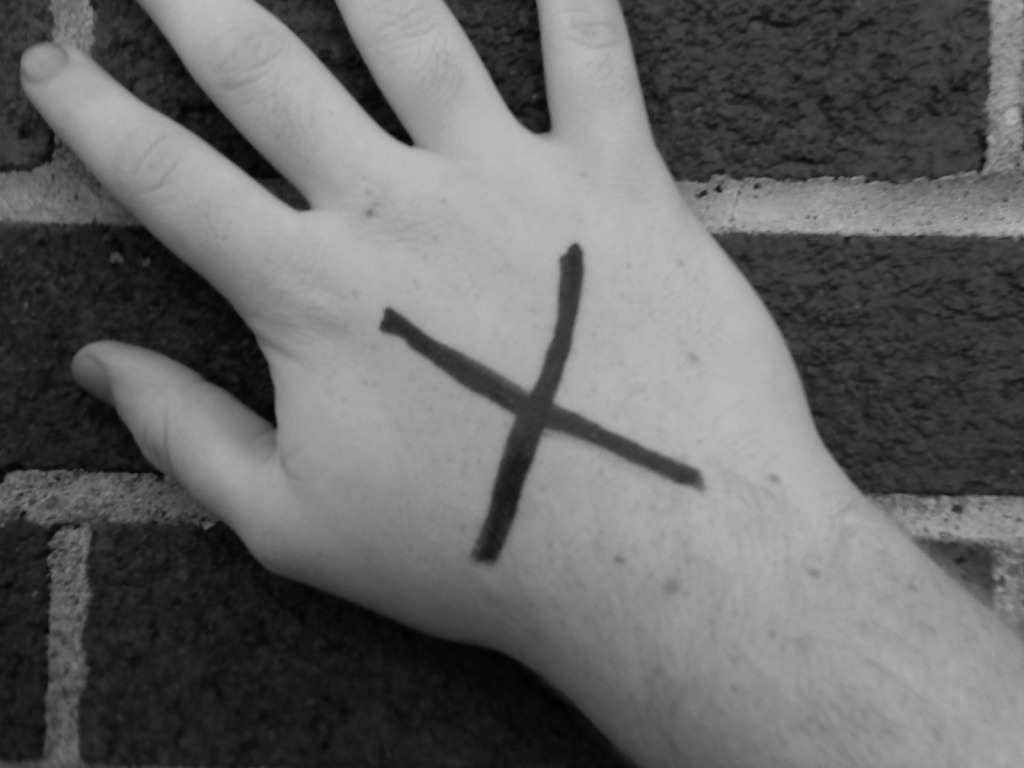
„X“ auf dem Handrücken, ein Symbol der Straight-Edge-Bewegung

Minor Threat gelten neben Negative Approach, Black Flag und Bad Brains, die die Band persönlich und Black Flag stark beeinflussten, als Begründer des Hardcore Punks. Insbesondere die Straight-Edge-Szene bezieht sich stark auf die Band. Neben den Einflüssen, die sie auf diese beiden Bewegungen hatten, beeinflussten sie auch Bands aus der Metal-Szene. Am bekanntesten dürften hierbei Slayer sein, die auf ihrem Album Undisputed Attitude die Lieder Guilty of Being White, Filler und I Don’t Want to Hear It nachspielten.

## Diskografie

### Alben
- 1983: Out of Step

### EPs
- 1981: Minor Threat EP
- 1981: In My Eyes
- 1985: Salad Days
- 2023: Out of Step Outtakes

### Kompilationen
- 1984: First Two 7″s on a 12″
- 1989: Complete Discography
- 2003: First Demo Tape (aufgenommen 1981)

### Videoalben
- 1988: Minor Threat Live (VHS)
- 2003: At DC Space / Buff Hall / 9:30 Club (DVD)